# Chasmina cirrus
Chasmina cirrus là một loài bướm đêm trong họ Noctuidae.